# جفرسون تاوارس داسیلوا
جفرسون تاوارس داسیلوا (اسپانیایی: Jefferson Tavares da Silva‎؛ زادهٔ ۲۲ نوامبر ۱۹۸۹) بازیکن فوتبال اهل برزیل است که در پست مهاجم بازی می‌کند.